# Peter, Paul and Mary

Peter, Paul and Mary 1963

Peter, Paul and Mary (talvolta indicati semplicemente come PP&M) è un gruppo musicale statunitense di musica folk che è stato negli anni sessanta tra i maggiori esponenti di questo genere musicale.
Formatosi a New York nell'area del Greenwich Village, è composto da Peter Yarrow, Noel "Paul" Stookey e Mary Travers.
Fa parte del gruppo di artisti che si sono esibiti a Top of the Pops.
Il loro nome è iscritto dal 1999 nella Vocal Group Hall of Fame.

## Repertorio
Il repertorio del trio ha incluso canzoni di Bob Dylan (fra cui Blowin' in the Wind e The Times They Are a-Changin', eseguita dal vivo al Newport Folk Festival del 1964, Woody Guthrie (This Land Is Your Land) e John Denver.
Il gruppo ha inciso anche il tradizionale brano inglese The Cherry Tree Carol - la 54ª delle celebri Child Ballads - già ripreso anche da altri artisti e gruppi quali Joan Baez, Judy Collins, Pentangle, José Feliciano, Emmylou Harris. In Italia il brano è stato tradotto nella canzone Il ciliegio, inclusa da Angelo Branduardi nell'album La pulce d'acqua.
Uno dei loro maggiori successi è stato If I Had a Hammer (brano scritto da Pete Seeger e divenuto poi cavallo di battaglia anche di Trini Lopez; in Italia fu lanciato da Rita Pavone con il titolo di Datemi un martello).
La canzone Stewball, ripresa da Joan Baez, è stata la traccia su cui John Lennon ha scritto "Happy Xmas (War Is Over)".
Sono stati attivi dal 1961 al 1970. Dopo uno scioglimento durato otto anni si sono riuniti nel 1978 riprendendo l'attività con la pubblicazione di un album intitolato non a caso Reunion.

## Storia
Il gruppo Peter, Paul and Mary è stato fondato dal manager Albert Grossman (lo stesso che curò inizialmente gli interessi di Bob Dylan e di altri artisti della scena folk newyorkese). Intenzione di Grossman fu - per sua stessa ammissione - quella di creare un supergruppo folk che comprendesse un organico assortito: una vistosa cantante dai capelli biondi (Mary Travers), un ragazzone ricco di spirito e di humour (Paul Stookey) e un placido musicista dall'aria pacifica (Peter Yarrow).
Grossman lanciò il gruppo nel 1961 facendolo esordire al Bitter End, una coffee house del Greenwich Village in cui veniva suonata musica folk. Il trio incise il suo primo album - Peter, Paul, and Mary - l'anno seguente. Includeva 500 Miles (Hedy West Song), Lemon Tree (Will Holt Song) e l'hit di Pete Seeger If I Had a Hammer nonché Where Have All the Flowers Gone? che sarebbe divenuta poi un cavallo di battaglia anche per Joan Baez ed altri cantanti.
L'album fu segnalato sul Billboard Magazine nella Top Ten list per dieci mesi e nella Top One Hundred per oltre tre anni.

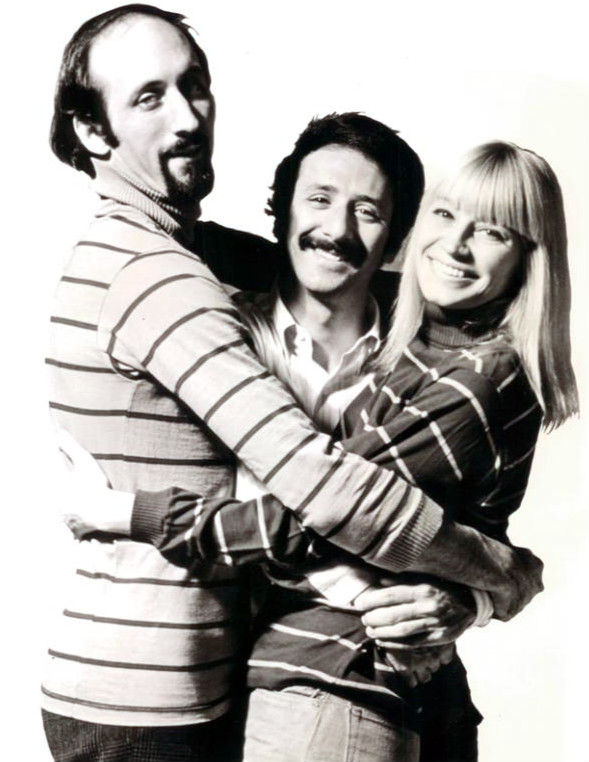
Foto del trio

Il gruppo fece il suo debutto in televisione nel medesimo periodo partecipando ad un talk show condotto da Mike Wallace e Joyce Davidson (nessuna registrazione di quell'evento è stata conservata o mai recuperata).
Nel 1963 Peter, Paul and Mary entrarono in sala di registrazione per incidere tre album che si posizionarono nella Top ten la settimana in cui venne ucciso il presidente John Fitzgerald Kennedy.
In quell'anno il gruppo distribuì anche Puff, the Magic Dragon, che Yarrow aveva scritto nel 1959 assieme al compagno della Cornell University Leonard Lipton.
If I Had a Hammer venne invece eseguita dal vivo sempre nel 1963 alla marcia per il lavoro e la libertà che si tenne a Washington (la medesima in cui il reverendo Martin Luther King tenne il famoso discorso: I Have a Dream).
Uno dei maggiori successi di vendita del trio fu il singolo con il brano di Bob Dylan Blowin' in the Wind. Del cantautore di Duluth vennero fatte altre cover fra cui quelle relative a The Times They Are a-Changin'; Don't Think Twice, It's Alright e When the Ship Comes In.
Leaving on a Jet Plane di John Denver è stato l'unico loro hit salito al primo posto delle classifiche di vendita: raggiunse il top nella Billboard Hot 100 nel dicembre 1969 ed era stato precedentemente incluso nell'Album 1700 del 1967. Day Is Done, nel giugno precedente, si era posizionato al 21.mo posto: fu l'ultimo Hot 100 del trio.
Peter, Paul and Mary si sciolsero nel 1970 per tentare delle carriere da solisti, sebbene come tali non ebbero uguali riscontri. Unica eccezione fu Paul Stookey con la canzone The Wedding Song (There Is Love), scritta nel 1971  per il matrimonio di Peter Yarrow con Marybeth McCarthy, nipote del senatore Eugene McCarthy, che fu un successo, diventando ben presto uno standard.
Nel 1978 il gruppo si è riunito in occasione di un concerto di protesta contro l'energia nucleare, riprendendo da allora a registrare dischi insieme e a tenere concerti con una media di quarantacinque recital all'anno.
Sono stati premiati il 1º settembre 1990 per le loro iniziative a favore della pace con il Peace Abbey Courage of Conscience.
Nel 1999 il trio - il cui attivismo politico si è rivolto prevalentemente al perseguimento della pace nell'America centrale e verso i movimenti di giustizia sociale statunitensi - è stato inserito nella Vocal Group Hall of Fame.
Hanno ricevuto nel 2006 il Sammy Cahn Lifetime Achievement Award assegnato dalla Songwriters Hall of Fame.

## Le tournée degli anni duemila e la malattia di Mary Travers
Nel 2004 la cantante del trio Mary Travers è stata colpita da leucemia. La malattia ha portato alla cancellazione di numerose date previste nel tour di quell'anno. Sottoposta a trapianto di midollo osseo, è guarita anche se non ha potuto riprendere l'attività per molti mesi. Lei ed il resto del gruppo hanno ripreso i concerti il 9 dicembre 2005 tenendo uno spettacolo alla Carnegie Hall.
Un altro concerto è stato poi tenuto a Mitchell, in Dakota del Sud, in onore del George and Eleanor McGovern Library and Center for Leadership, il 5 ottobre 2006.
Il trio ha quindi cancellato diversi concerti già programmati nell'estate 2007, sempre a causa di motivi di salute di Mary Travers che ha dovuto subire un nuovo ricovero ospedaliero: due anni dopo morì.

## Discografia

### Singoli
| Anno | Titolo                                | Posizione in classifica | Posizione in classifica       | Album                    |
| Anno | Titolo                                | Billboard Hot 100       | Hot Adult Contemporary Tracks | Album                    |
| ---- | ------------------------------------- | ----------------------- | ----------------------------- | ------------------------ |
| 1962 | Lemon Tree (Will Holt song)           | 35                      | -                             | Peter, Paul and Mary     |
| 1962 | If I Had a Hammer (The Hammer Song)   | 10                      | -                             | Peter, Paul and Mary     |
| 1963 | Puff (the Magic Dragon)               | 2                       | 1                             | Moving                   |
| 1963 | Big Boat                              | 93                      | -                             | Moving                   |
| 1963 | Settle Down (Goin' Down That Highway) | 56                      | -                             | Moving                   |
| 1963 | Blowin' in the Wind                   | 2                       | 1                             | In the Wind              |
| 1963 | Don't Think Twice, It's All Right     | 9                       | 2                             | In the Wind              |
| 1963 | Skewball                              | 35                      | -                             | In the Wind              |
| 1964 | Tell it on the Mountain               | 33                      | 7                             | In the Wind              |
| 1965 | For Loving Me                         | 30                      | -                             | A Song Will Rise         |
| 1965 | When the Ship Comes In                | 91                      | -                             | A Song Will Rise         |
| 1965 | Early Mornin' Rain                    | 91                      | -                             | See What Tomorrow Brings |
| 1966 | Cruel War                             | 52                      | 4                             | Peter, Paul and Mary     |
| 1967 | I Dig Rock and Roll Music             | 9                       | -                             | Album 1700               |
| 1967 | Too Much of Nothing                   | 35                      | -                             | Late Again               |
| 1969 | Day is Done                           | 21                      | -                             | Peter, Paul and Mommy    |
| 1969 | Leaving on a Jet Plane                | 1                       | 1                             | Album 1700               |

### Album
- 1962: Peter, Paul and Mary
- 1963: Moving
- 1963: In the Wind
- 1964: In Concert
- 1965: A Song Will Rise
- 1965: See What Tomorrow Brings
- 1966: The Peter, Paul and Mary Album
- 1967: Album 1700
- 1967: In Japan
- 1968: Late Again
- 1969: Peter, Paul and Mommy
- 1970: The Best of Peter, Paul and Mary: Ten Years Together
- 1978: Reunion
- 1983: Such Is Love
- 1986: No Easy Walk To Freedom
- 1988: A Holiday Celebration
- 1990: Flowers & Stones
- 1993: Peter, Paul and Mommy, Too
- 1995: Once Upon The Time
- 1995: PP&M (Lifelines)
- 1996: Lifelines Live
- 1998: Around The Campfire
- 1998: The Collection
- 1999: Songs of Conscience and Concern
- 2000: Don't Laugh at Me
- 2004: Carry It On
- 2004: In These Times
- 2005: The Very Best of Peter, Paul & Mary
- 2005: Platinum Collection
- 2006: Weave Me the Sunshine
- 2008: The Solo Recordings (1971-1972)

## Videografia
- 1986: Peter, Paul & Mary 25th Anniversary Concert
- 1988: Peter, Paul & Mary Holiday Concert
- 1993: Peter, Paul & Mommy, Too
- 1996: Peter, Paul & Mary: Lifelines Live
- 2004: Peter, Paul & Mary: Carry It On — A Musical Legacy